# René Ridderhof
René Ridderhof (17 settembre 1959) è un ex cestista olandese.

## Carriera
Con i Paesi Bassi ha disputato i Campionati europei del 1983.